# Огнената Грейс
„Огнената Грейс“ (на английски: Grace Under Fire) е американски сиктом, излъчван по ABC между 29 септември 1993 г. и 17 февруари 1998 г. Брет Бътлър играе ролята на самотна майка, която се научава да се справя с отглеждането на трите си деца, след като се развежда с грубия си съпруг. Сериалът е създаден от Чък Лори и е продуциран от Carsey-Werner Productions.

## „Огнената Грейс“ В България
В България сериалът е излъчван по Нова телевизия. В дублажа участва Силвия Лулчева.
Излъчван е и по GTV. Дублажът е на студио Триада. В него участват артистите Ася Братанова и Петър Върбанов.